# Exposition virtuelle
 (décembre 2007).
Si vous disposez d'ouvrages ou d'articles de référence ou si vous connaissez des sites web de qualité traitant du thème abordé ici, merci de compléter l'article en donnant les références utiles à sa vérifiabilité et en les liant à la section « Notes et références ».
Une exposition virtuelle est une exposition diffusée sur Internet.
L'exposition virtuelle est un moyen de plus en plus utilisé par les musées, les détenteurs de fonds culturels, ainsi que les artistes pour diffuser leurs œuvres. Cette démarche n'est pas nouvelle, mais les moyens, les techniques et la méthode évoluent rapidement et permettent aujourd'hui la conception de nouvelles expositions virtuelles de grande qualité.

## Des expositions en haute définition
Le terme haute définition est souvent associé à la diffusion télévisuelle, avec notamment le déploiement de la télévision haute définition (TV HD). Dans ce contexte, il s'agit de reproduire sur un écran de télévision de salon la qualité d'affichage disponible sur les écrans d'ordinateur. Actuellement, la TV HD permet la diffusion d'images de grande qualité. L'avènement de la télévision numérique, augmentera encore la qualité de l'image.
Les expositions virtuelles haute définition, sont des expositions qui permettent un accès à une image de très grande qualité, à une visite virtuelle de lieux ou de salles, ainsi qu'à une richesse contextuelle ajoutée au sujet abordé. L'apport du contenu contextuel suit très largement les démarches européennes autour du contenu culturel enrichi et les démarches américaines et surtout canadiennes en cours.
L'objectif in fine est d'offrir des expositions virtuelles consultables à tout moment et n'importe où, et dont le contenu est d'une qualité validée et attestée, permettant une nouvelle forme d'exploration culturelle.

## Les expositions en ligne
De nouveaux types de musées virtuels proposent des expositions en ligne, comme :
- Universal Museum of Art - UMA est un musée exclusivement en ligne lancé en décembre 2017. Sa mission majeure est de créer des expositions accessibles à tous, partout, gratuitement et en réalité virtuelle, accessible sur mobile, ordinateur et casque VR. Il prétend aujourd'hui être le musée virtuel le plus visité au monde. Son catalogue comprend une quinzaine d'expositions réalisées avec des commissaires d'exposition.

- International Museum of Women est un musée exclusivement en ligne sans point physique. Il propose des expositions en ligne qui sont en relation avec la cause des femmes comme "Imagining Ourselves" ("En s'imaginant soi-même" - 2006) sur le sentiment d'identité féminine, "Women, Power and Politics" ( "Les Femmes, le Pouvoir et la Politique" - 2008) ou encore "Economica: Women and the Global Economy" ("Economica: Les Femmes et l'Économie Globale" - 2009)

- Tucson Gay LGBT LGBTQ Queer Museum est un musée en ligne uniquement qui ne possède pas de bâtiment physique et qui propose des expositions en ligne sur l'histoire de la communauté LGBTQ. Les expositions photographiques, audio, vidéo, textuelles et autres expositions en ligne vont des années 1700 à nos jours.

- Virtual Museum of Modern Nigerian Art – le VMMNA est le premier de son genre en Afrique. Organisé par l'Université panafricaine de Lagos, au Nigéria, ce musée virtuel offre une bonne vision de l'évolution de l'art nigérian au cours des cinquante dernières années.

- MACVR3D – le MACVR3D (Musée d’art contemporain VR 3D) est l’un des premiers musées entièrement modélisé en 3D, axé sur les nouvelles technologies dont la réalité virtuelle, visible sur Internet et dans un casque de réalité virtuelle. Ce musée est géolocalisé à Longwy (France) et offre une visibilité aux artistes contemporains de plusieurs pays. Fondé en septembre 2018 par Art Total Multimedia au Canada.

- Le Virtual Dream Center est un centre d'art contemporain en réalité virtuelle, dont la première application a été mise en ligne en septembre 2016. Il cherche à développer de nouvelles formes d’expériences artistiques en intégrant des principes du jeu vidéo, tels que la navigation et l’interactivité, et accueille des oeuvres réalisées spécifiquement pour ce médium.

- Le Musée virtuel Arman est une initiative lancée par la Fondation A.R.M.A.N.. Il a pour vocation et objectif de partager et faire vivre la mémoire du sculpteur franco-américain bien au-delà d'un musée classique. Les lieux-mêmes où l'artiste a vécu, le Bidonville, ont été modélisés en 3D et permettent de disposer des sculptures dans l'espace, toutes articulées autour d'une narration en lien avec la vie de l'artiste.